# أيام الرماد
فيلم أيام الرماد هو فيلم جزائري صدر عام 2013. الفيلم من تأليف وإخراج عمار سي فضيل ، ومن بطولة يوسف سحيري ، ولمياء بوسكين ، وسمير الحكيم. شارك في مهرجان الفيلم العربي الدولي بوهران.

## ملخص
احداث الفيلم تدور حول فطيمة ، شابة في العشرينيات من عمرها تنجرف إلى الانحراف والعنف. أمير الساحر ينجح في التلاعب بفطيمة وصديقيها علي ومحند.

## بطاقة تقنية
- عنوان : أيام الرماد
- الإخراج والسيناريو : عمار سي فضيل
- مساعد مخرج : نجيب أولبصير
- توزيع : المركز الجزائري لتطوير السينما
- إنتاج : أفلام المنبع
- منتج : بشير درايس
- مدير الإنتاج : حميد بوحرور
- التصوير : فريدريك ديرين
- مونتاج : بشير مخازني
- موسيقى : إليس محمودي
- مهندس الصوت : كمال مكسر
- مكساج : هيرفي بويريت
- تصحيح الالوان : ريمي دي فليغر وسيلفي بيتيت
- البلد الأصلي : الجزائر
- مدة : 98 دقيقة
- تاريخ الاصدار: 2013

## توزيع
- يوسف السحيري : امير
- لمياء بوسكين : فطيمة
- سمير الحكيم : محند
- فريد قتال : علي
- محمد جوهري : حسين
- عبد الكريم بريبر : نبيل
- أنيا لوانشي : مريم
- عزيز بكروني : مفوض الشرطة

## المذكرات و المراجع
1. ↑  "Jours de Cendre (2013) - IMDb". www.imdb.com (بالإنجليزية الأمريكية). Archived from the original on 2023-05-22. Retrieved 2021-06-13.
2. ↑  "Festival d'Oran du film arabe 2013 : Premiers «rushs» sur le FOFA d'Oran". Médiaterranée (بالفرنسية). 8 Sep 2013. Archived from the original on 2014-09-12. Retrieved 2021-06-15.

## روابط خارجية
- Ressources relatives à l'audiovisuel :
  - Africultures
  - Allociné
  - (en) IMDb